# Laatste man (voetbal)
De laatste man is een voetbalterm om de persoon aan te duiden die (meestal) de leiding over de verdediging heeft. Hij is meestal centraal gepositioneerd en heeft zo een goed overzicht. Het doel van de laatste man is te voorkomen dat de aanvallers van de tegenpartij op de doelman af kunnen komen. Naast de laatste schakel in de verdediging te zijn is de laatste man ook een eerste schakel in de opbouw van een aanval. Aangezien deze persoon vaak kopsterk is gaat deze persoon bij spelmomenten soms mee naar voren. Op de andere manier kan hij de opbouw zijn van een succesvolle aanval. Een voetballer die daar bekend van is is Ronald Koeman.

## Positie op het veld
De laatste man speelt meestal naast de voorstopper. Ze worden meestal het centrale duo genoemd.